# Thomas Jahn (Soziologe)
Thomas Jahn (* 1952 in Tübingen) ist ein deutscher Soziologe. Jahn ist einer der Gründer des Instituts für sozial-ökologische Forschung (ISOE) in Frankfurt am Main, wo er seit 1989 als Wissenschaftler arbeitet. Bis März 2021 war er Sprecher der Institutsleitung und wissenschaftlicher Geschäftsführer des ISOE.

## Studium und Promotion
Thomas Jahn hat Soziologie, Politik, Germanistik und Geschichte an den Universitäten Freiburg und Frankfurt am Main studiert.
Während seines Studiums war er hochschulpolitisch tätig und Herausgeber und Redakteur der Studentenzeitschrift diskus. Auch war er Mitglied im Sogenannten Linksradikalen Blasorchester. 1989 promovierte er über das Thema „Krise als gesellschaftliche Erfahrungsform. Umrisse eines sozial-ökologischen Gesellschaftskonzepts“.

## Karriere und Funktionen
Im Senckenberg Biodiversität und Klima Forschungszentrum (SBiK-F) war er Sprecher des Tätigkeitsschwerpunkts „Ökosystemleistungen und Klima“. Seine Forschungsschwerpunkte sind gesellschaftliche Naturverhältnisse, transdisziplinäre Methoden und Konzepte und die sozial-ökologische Wissenschaftsforschung. Er arbeitet am ISOE als wissenschaftlicher Mitarbeiter im Forschungsschwerpunkt „Transdisziplinäre Methoden und Konzepte“, den er bis 2015 leitete. Er fokussiert sich dabei auf die sozial-ökologische Wissenschaftsforschung, wobei er Methoden der transdisziplinären Forschung und der Wissensintegration entwickelt und anwendet. Seit 2020 ist Jahn Mitglied der Deutschen UNESCO-Kommission; er gehört auch deren Fachausschuss Wissenschaft an. Er war 2023/2024 als Gastprofessor an der Universität Wien am Institut für Politikwissenschaft / Environment and Climate Research Hub (ECH) tätig.

## Publikationen (Auswahl)
Monographien und Sammelbände
- Methods for Transdisciplinary Research. A Primer for Practice. Frankfurt am Main/New York, Campus Verlag 2012 (mit Matthias Bergmann, Tobias Knobloch/Wolfgang Krohn, Christian Pohl, Engelbert Schramm; auch in dt., 2010)
- Egon Becker/Thomas Jahn (Hrsg.): Soziale Ökologie. Grundzüge einer Wissenschaft von den gesellschaftlichen Naturverhältnissen. Frankfurt am Main/New York, Campus Verlag 2006
- Egon Becker/Thomas Jahn (Hrsg.): Sustainability and the Social Sciences. A cross-disciplinary Approach to integrating environmental Considerations into theoretical Reorientation. London/New York, Zed Books 1999
- Eckhard Deutscher, Thomas Jahn, Bernhard Moltmann (Hrsg.) Entwicklungsmodelle und Weltbilder. Frankfurt am Main, Societäts-Verlag 1995
- Thomas Jahn/Peter Wehling Ökologie von rechts : Nationalismus und Umweltschutz bei der Neuen Rechten und den „Republikanern“. Frankfurt am Main, New York: Campus 1991
- Krise als gesellschaftliche Erfahrungsform. Frankfurt am Main, Verl. für Interkulturelle Kommunikation 1991

weitere Veröffentlichungen
- Gesellschaftliche Naturverhältnisse – Grundbegriff und Denkraum für die Gestaltung von sozial-ökologischen Transformationen, in: Marco Sonnberger, Alena Bleicher, Matthias Groß (Hrsg.): Handbuch Umweltsoziologie: Berlin, Heidelberg, New York: Springer Verlag 2023 (2. Auflage; mit Diana Hummel, Johanna Kramm, Immanuel Stieß)
- Transdisziplinäre Nachhaltigkeitsforschung – Methoden, Kriterien gesellschaftliche Relevanz, in: Birgit Blättel-Mink, Thomas Hickler, Sybille Küster und Henrike Becker (Hrsg.): Nachhaltige Entwicklung in einer Gesellschaft des Umbruchs. Wiesbaden: Springer VS, 141–156, 2021
- Kritische Transdisziplinarität und die Frage der Transformation. ISOE-Diskussionspapiere Nr. 46, 2020
- Sozial-ökologische Gestaltung im Anthropozän. GAIA 29 (2), 93–97, 2020 (mit Diana Hummel, Lukas Drees, Stefan Liehr, Alexandra Lux, Marion Mehring, Immanuel Stieß, Carolin Völker, Martina Winker, Martin Zimmermann)
- Social Ecology as Critical, Transdisciplinary Science - Conceptualizing, Analyzing and Shaping Societal Relations to Nature. Sustainability 9 (7), 1050, 2017 (mit Diana Hummel, Florian Keil, Stefan Liehr, Immanuel Stieß)
- Nachhaltige Wissenschaft im Anthropozän. GAIA 24(2), 92–95, 2015 (mit Diana Hummel, Engelbert Schramm)
- Theory of Sustainability? Considerations on a Basic Understanding of ‹Sustainability Science›, in: Judith C. Enders, Moritz Remig (Hrsg.): Theories of Sustainable Development. London/New York: Routledge, 30-42, 2015
- Wissenschaft für eine nachhaltige Entwicklung braucht eine kritische Orientierung. GAIA 22(1), 29–33, 2013
- Transdisciplinarity: Between mainstreaming and marginalization. Ecological Economics 79, 1-10, 2012 (mit Matthias Bergmann, Florian Keil)
- Gesellschaftliche Naturverhältnisse als Rahmenkonzept, in: Matthias Groß (Hrsg.): Handbuch Umweltsoziologie. Wiesbaden: VS Verlag für Sozialwissenschaften, 75-96, 2011 (mit Egon Becker, Diana Hummel)
- Transdisziplinarität in der Forschungspraxis, in: Matthias Bergmann/Engelbert Schramm (Hrsg.): Transdisziplinäre Forschung. Integrative Forschungsprozesse verstehen und bewerten. Frankfurt, New York: Campus, 21-37, 2008
- Umrisse einer kritischen Theorie gesellschaftlicher Naturverhältnisse, in: Gernot Böhme/Alexandra Manzei (Hrsg.): Kritische Theorie der Technik und der Natur. Wilhelm Fink: München, 91–112, 2003 (mit Egon Becker)
- Gesellschaftliche Naturverhältnisse - Konturen eines theoretischen Konzepts, in: Karl-Werner Brand (Hrsg.): Soziologie und Natur. Theoretische Perspektiven. Opladen: Leske und Budrich, 75-93, 1998 (mit Peter Wehling)